# Frosta
Frosta là đô thị nhỏ nhất ở hạt Trøndelag, Na Uy. Trung tâm hành chính là làng Frosta.
Frosta đã được lập thành một đô thị ngày Tháng 1 năm 1 năm, 1838 (xem formannskapsdistrikt). Đây là một trong số ít các đô thị ở Na Uy không thay đổi ranh giới vào dịp đó. Đô thị này tọa lạc ở giữa Trondheimsfjord, trên một bán đảo ở phía bắc của Trondheim.
Tòa án cổ nhất Na Uy, Frostating, có cơ sở ở đây, gần nhà thờ Logtun. Đô thị này có nhiều công trình chạm khắc đá.
Nông nghiệp là ngành nghề chính ở Frosta, với nông sản là rau, dâu tây, hoa.